# Јулијана Лула Вучо
Јулијана Лула Вучо (Пожаревац, 1899 – Београд, 1985) била је српска уметница, чланица београдске групе надреалиста. Била је супруга познатог српског писца Александра Вуча.

## Биографија
Јулијана Вучо Рођена је 1899. године у Пожаревцу, у угледној породици Јована Симеоновића и Ружице Угричић. Школовала се у Београду и Ници где је и матурирала. Године 1917. уписала је медицински факултет у Паризу, на коме је завршила само прве две године, јер се 1920. удала се Александра Вуча и преселила у Београд. Брачни пар Вучо имао је два сина, Ђорђа и Јована. Старији син Ђорђе погинуо је 1943. године у Ваљеву.
 Ћерка њиховог млађег сина Јована је Јулијана Вучо, професор италијанског језика и носилац ордена Витеза звезде солидарности Републике Италије (Cavaliere della stella della solidarietà Republike Italije) за заслуге у области ширења италијанског језика и културе.
Током живота Јулијана Лула Вучо бавила се различитим делатностима у области уметности и културе. Умрла је у Београду 1985. године.

## Уметнички рад у оквиру београдске групе надреалиста
Године 1926. Млада породица Вучо прешла је у своју нову кућу, у Јевремовој 32а, у којој су се радо окупљали авангардни песници и интелектуалци. Јулијана активно учествује у активностима око оснивања београдске групе надреалиста и објављивања алманаха Немогуће – L’impossible (1930), прве заједничке публикације београдских надреалиста у коме је објављен њихов оснивачки манифест, који је потписало тринаест надреалиста. Јулијана није била међу потписницима јер прве уметнице надреализма, јер је жена уметница остала невидљива и у оквиру авангардног дела, исто као што је била и током читаве историје уметности. Уметнице прве генерације надреализма „стидљиво”, првенствено као супруге, музе и сараднице, преиспитују хијерархијске односе у уметничкој групи, не доводећи у питање водеће позиције мушких аутора и читаву лидерску хијерархију. Ипак, она активно учествује и у стварању дела београдских надреалиста, а њен ауторски допринос авангардним надреалистичким токовима је, готово један век касније, ипак јасно позициониран и доведен у исту раван са много познатијим мушким колегама. Заједно са супругом Александром Вучом, Марком и Шевом Ристић и француским писцем надреалистом Андре Тирионом (André Thirion) направила је серију Le cadavre exquise. Године 1930. са Вучом и Душаном Матићем урадила је асамблаж Une atmosphère du printemps et de jeunesse, а 1932. са Вучом и Радојицом Живановићем Ноем организовала је изложбу надреализма у Уметничком павиљону „Цвијета Зузорић” у Београду.

## Ангажовање у свету моде
Године 1932. отворила је са Елом Попс модни салон који је следио модне трендове Париза. Салон се прво налазио у Париској улици, а касније је пресељен у палату Реуниона. Уништен је током шестоаприлског бомбардовања Београда.

## Делатност у области културе
Одмах после рата, 1945. године Лула Вучо отворила је на Теразијама књижару „Култура”, а две године касније била је један од оснивача чувене књижаре „Југословенска књига” у Палати Албанија, у Кнез Михаиловој улици. Од 1950. до 1955. радила је као заменик директора у издавачком предузећу „Југославија”. Године 1950. сарађивала је на организовању велике изложбе Уметност на тлу Југославије која је представљена у Паризу и Риму.
Јулијана Лула Вучо била уредник многих фотомонографија о градовима. Предано је радила на редакцији свих издања књига и текстова Александра Вуча. Године 1967. уредила је и објавила Савремени кувар.

## Занимљивости
Кадa су републиканци, међу којима је био и Коча Поповић поражени у Шпанском грађанском рату, било је велики проблем како да се извуку из Шпаније. Лула Вучо имала је врло добре везе у Паризу, и преко својих пријатеља успела је да извуче Кочу.
Када су се Иво Андрић и Милица Бабић венчали, у београдској општини Стари град, кумови су им били брачни пар Александар и Јулијана Лула Вучо.